# Neutrales Geschäft
In der deutschen Rechtsgeschäftslehre liegt ein neutrales Geschäft oder rechtlich neutrales Geschäft vor, wenn ein Rechtsgeschäft für die Person, die es vornimmt, aus rechtlicher Sicht weder Vor- noch Nachteile bringt.
Der Begriff entstammt der Regel in § 107 BGB, dass das Rechtsgeschäft eines Minderjährigen ohne die Zustimmung seiner rechtlichen Vertreter nur dann wirksam ist, wenn das Rechtsgeschäft dem Minderjährigen „rechtlich vorteilhaft“ ist. „Rechtlich nachteilhafte“ Geschäfte bedürfen für ihre Wirksamkeit dagegen der Zustimmung der rechtlichen Vertreter des Minderjährigen.
Dazwischen liegen „rechtlich neutrale“ Geschäfte. Die herrschende Meinung in der Rechtswissenschaft hält sie ebenfalls für ohne Zustimmung der rechtlichen Vertreter wirksam.
Beispiele für rechtlich neutrale Geschäfte sind die Bestimmung der Leistung eines Dritten durch den Minderjährigen gemäß § 317 BGB oder Rechtsgeschäfte, die der Minderjährige gemäß § 165 BGB als Vertreter eines Dritten vornimmt.